# 要為今日回憶
要為今日回憶，是一首於2021年發行的香港粵語歌曲，由Larry Wong作曲及編曲、林若寧填詞、舒文@Zoo Music監製、女子音樂組合After Class主唱，為該組合之出道單曲。

## 背景及發行
2021年11月25日，無綫電視歌唱選秀節目《聲夢傳奇》第一季結束後，比賽中年紀最小、仍是中學生的四位入圍女參賽者炎明熹、姚焯菲、鍾柔美及詹天文分別於社交網站Instagram上載帖子，並均有提及「After Class」（意指「下課後」）的字眼，暗示組成組合。 翌日，四人所屬的唱片公司愛爆音樂之YouTube頻道發布組合出道歌曲之音樂影片預告，透露組合名稱「After Class」及出道單曲名為要為今日回憶。 27日，要為今日回憶音樂影片正式發布，該組合同時出道。
歌曲於2021年11月27日經愛爆音樂發行後，於2022年1月被派送至香港商業電台及新城電台等電台。

## 創作及製作
歌曲時長4分51秒，為一首帶有少女情懷、青春氣息和「小清新」感覺的抒情歌曲。 歌詞內容以After Class四名成員為主角，先講述她們自參加《聲夢傳奇》比賽以來一起成長的經歷，後連結到曲名「要為今日回憶」，述及多年後四人幻想於某位好友婚禮上重聚時合唱此曲，一同回憶及分享多年來彼此深厚的友誼和感情。 After Class四位成員均表示彼此合作和諧，並稱四人灌錄本曲時須盡量減去個人特色，以使演唱效果較一致及融洽，帶出歌曲青春的風格。
音樂影片於大埔蝶豆花園有機農莊拍攝，內容主要是四人在該處遊玩嬉戲，帶出青春淘氣、歡樂調皮的風格。

## 製作團隊
製作人員名單摘自歌曲音樂影片：
- 作曲：Larry Wong
- 填詞：林若寧
- 編曲：Larry Wong
- 監製：舒文@Zoo Music
- 結他：范梓謙（Teddy Fan）
- 和音：曹潔敏（Jackie Cho）
- 弦樂編排：Larry Wong
- 小提琴：梁文瑄（Leslie Ryang Moonsun）
- 第二小提琴：何珈樑（Gallant Ho）
- 大提琴：譚聰
- 錄音：Kim Lee、Titus、肥丘、舒文@Zoo Music Studio
- 混音：Ray@Ray.com.hk、舒文@Zoo Music
- 母帶後期處理：蘭迪·美林@Sterling Sound

## 宣傳
2021年11月28日，After Class於紅磡香港體育館舉行的慈善節目《星光熠熠耀保良》上首次以組合姿態公開亮相，並現場演唱要為今日回憶。 同年12月11日及12月26日，After Class曾先後於無綫電視慈善節目《歡樂滿東華》及音樂節目《勁歌金曲》獻唱本曲。2022年1月1日及3月22日，After Class又先後於《聲夢維港Party Together演唱會2022》及《Concert Watch From Home》網上直播音樂會上演唱本曲。
After Class亦有到電台節目宣傳歌曲，例如分別由梁文禮及鄭裕玲主持的叱咤903節目《叱咤樂壇》及《口水多過浪花》。

## 迴響
歌曲音樂影片上載至YouTube當日點擊率達9萬，兩日後逾16萬，三個月後突破100萬。
After Class出道後個多月，ViuTV旗下女子組合COLLAR則於2022年1月出道，兩者一直被指為競爭對手。後者其後於同年3月18日推出單曲Never-never Land，但有指該單曲封面中COLLAR在草地拍攝的照片，有抄襲After Class要為今日回憶音樂影片中四位成員於蝶豆花園中遊玩的畫面之嫌，雙方支持者並一度因此而掀起網絡論戰。

## 榜單成績

### 香港電子傳媒
| 排行榜（2021－2022年） | 最高排名 |
| ---------------------- | -------- |
| 勁歌金榜               | 1        |
| 勁爆本地榜             | 4        |

#### 無綫電視勁歌金榜走勢
| 週次     | 2021年第50週 | 2021年第51週 | 2021年第52週 | 2022年第1週 | 2022年第2週 | 2022年第3週 | 2022年第4週 |
| 放榜日期 | 12月12日     | 12月19日     | 12月26日     | 1月2日      | 1月9日      | 1月16日     | 1月23日     |
| 榜上位置 | 8            | 7            | 5            | 4           | 3           | 2           | 1           |
| -------- | ------------ | ------------ | ------------ | ----------- | ----------- | ----------- | ----------- |

#### 新城知訊台勁爆本地榜走勢
| 週次     | 2022年第3週 | 2022年第4週 | 2022年第5週 | 2022年第6週 | 2022年第7週 | 2022年第8週 |
| 放榜日期 | 1月15日     | 1月22日     | 1月29日     | 2月5日      | 2月12日     | 2月19日     |
| 榜上位置 | 18          | 14          | 8           | 8           | 5           | 4           |
| -------- | ----------- | ----------- | ----------- | ----------- | ----------- | ----------- |

### 串流平台

#### 日榜
| 地區     | 音樂串流平台 | 榜單       | 最高排名 |
| -------- | ------------ | ---------- | -------- |
| 香港     | KKBOX        | 本地新歌榜 | 12       |
| 臺灣     | KKBOX        | 粵語新歌榜 | 27       |
| 馬來西亞 | KKBOX        | 粵語新歌榜 | 30       |
| 新加坡   | KKBOX        | 粵語新歌榜 | 30       |

#### 週榜
| 地區     | 音樂串流平台 | 榜單       | 最高排名 |
| -------- | ------------ | ---------- | -------- |
| 香港     | KKBOX        | 本地新歌榜 | 20       |
| 香港     | JOOX         | 新歌推介榜 | 28       |
| 臺灣     | KKBOX        | 粵語新歌榜 | 38       |
| 馬來西亞 | KKBOX        | 粵語新歌榜 | 34       |
| 新加坡   | KKBOX        | 粵語新歌榜 | 34       |

## 獎項
| 年份   | 頒獎單位                   | 獎項                   | 結果 |
| ------ | -------------------------- | ---------------------- | ---- |
| 2022年 | 香港金曲頒獎典禮 2021/2022 | 香港金曲最佳合唱歌曲獎 | 提名 |

## 評價
樂評自媒體「年粵日」的樂評人在著作中形容此歌風格具有清新少女感，令人想起Twins時代的港式青春流行曲，四名少女組成的After Class或能填補當下這類香港氣質女團的市場空缺，在此歌的曲、詞中「彷彿可以窺到往日香港黃金時期的自信與風采」 。歌詞方面，展現了少女的肆意，不怕犯錯與揮霍青春，「張揚卻又充滿天真的嬌憨」，又表達了對這些特質在成長後可能全部消失的惋惜感，既強調重視當下，也提醒不要忘記少女時代的初心。他們亦覺得詞人有意藉此提醒自己。